# 長野日本大学小学校
長野日本大学小学校（ながのにほんだいがくしょうがっこう）は、長野県長野市東和田にある私立小学校。略称は「日大小」
同じく学校法人長野日本大学学園が運営する長野日本大学中学校・高等学校とともに連携して小中高一貫教育を実施し、学力の向上に繋げている。低学年は20人程度の2学級、4年次以降からは2学級をまとめて1学級になる。

## 沿革
- 2009年（平成21年）12月16日 - 長野小学校起工式。
- 2011年（平成23年）
  - 1月15日 - 長野小学校竣工式。
  - 4月1日 - 長野小学校開校。
  - 4月9日 - 長野小学校第1回入学式挙行。
- 2018年（平成30年）4月1日 - 長野日本大学小学校に改称[1]。

## 年間行事
- はるの会
  - 入学式
  - 春の遠足
  - 音楽会
- なつの会
  - 林間学校
  - 民泊体験
- あきの会
  - 秋の遠足
  - 運動会
  - 修学旅行
- ふゆの会
  - スキー教室
  - スケート教室
  - 学習発表会
  - 卒業式

## 交通
最寄り駅・バス停は以下の通り。
- しなの鉄道北長野駅下車：徒歩13分
- 長野電鉄信濃吉田駅下車：徒歩15分
- 長野電鉄バス中和田下車：徒歩6分